# ديفيد هيس
ديفيد هيس (بالإنجليزية: David Alexander Hess) ، من مواليد 19 سبتمبر 1936 ، وتوفي يوم 7 أكتوبر 2011 ، ممثل أمريكي معروف شارك في عدة أفلام.

## نشأته
ولد ديفيد هيس في مدينة نيويورك الأمريكية.

## وصلات خارجية
- ديفيد هيس على موقع IMDb (الإنجليزية)
- ديفيد هيس على موقع ألو سيني (الفرنسية)
- ديفيد هيس على موقع ميوزك برينز (الإنجليزية)
- ديفيد هيس على موقع أول موفي (الإنجليزية)
- ديفيد هيس على موقع قاعدة بيانات الأفلام السويدية (السويدية)
- ديفيد هيس على موقع قاعدة بيانات الفيلم (الإنجليزية)
- ديفيد هيس على موقع كينوبويسك (الروسية)
- Mad, Bad and Dangerous to Know: An Interview with David Hess - The Terror Trap - February 2011